# Elsa Jacobs
Elsa Jacobs (* 15. Mai 1885 in Hamburg; † 18. Juni 1960 ebenda) war eine deutsche Politikerin der SPD und Mitglied der Hamburgischen Bürgerschaft.

## Leben und Politik

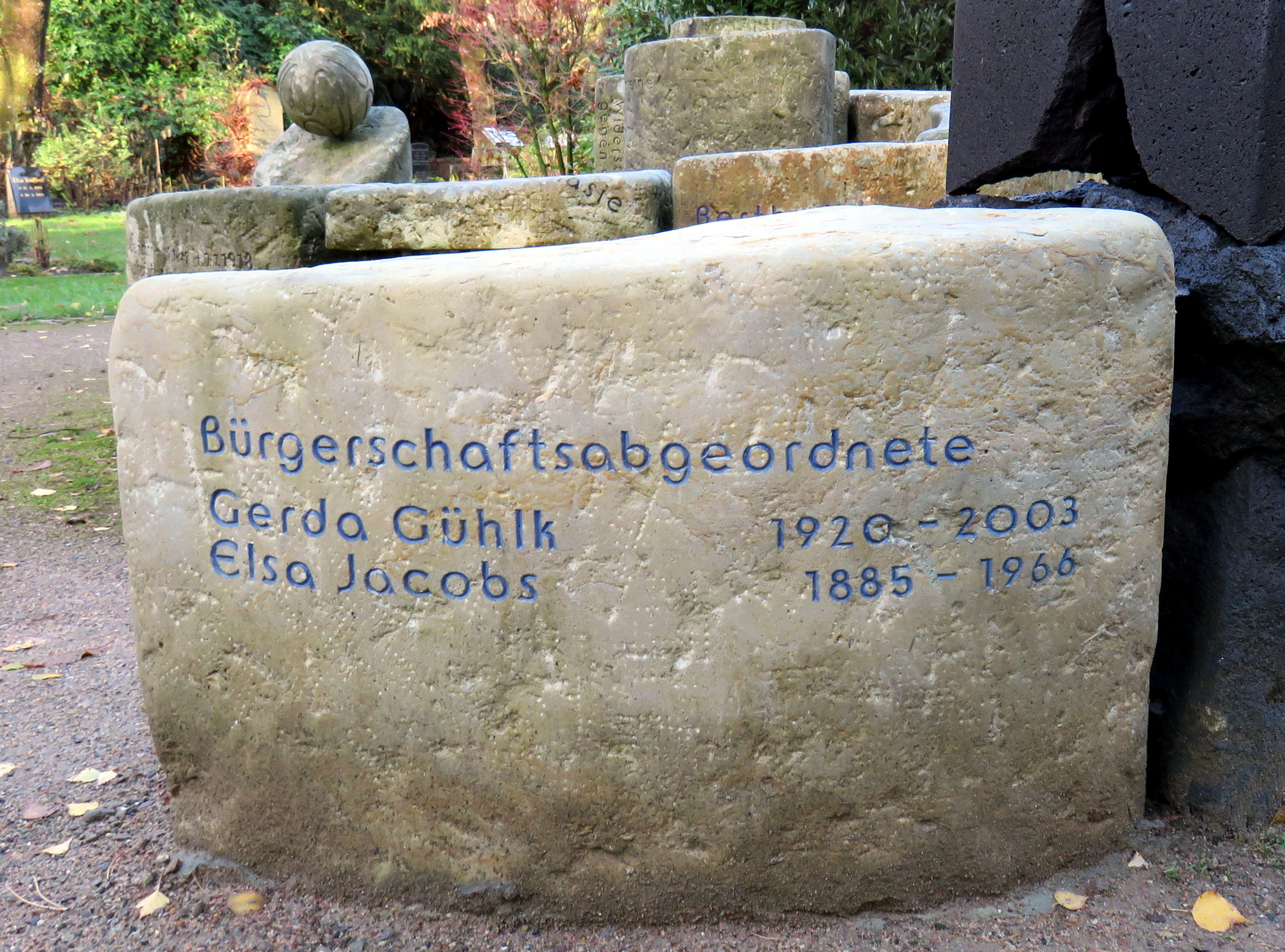
Erinnerungsstein im Garten der Frauen

Elsa Jacobs war beruflich als Hausfrau tätig und war das erste Mal von 1924 bis 1933 Mitglied in der SPD.
Nach der NS-Diktatur trat sie erneut in die SPD eine und wurde Distriktsfrauenleiterin ihrer Partei. Sie wurde Anfang 1946 vom englischen Stadtkommandanten für Hamburg, dem General Armitage in die „Ernannte Bürgerschaft“ berufen. Von Februar bis zum Juni 1946 gehörte sie der Fraktion der SPD an. Eines ihrer Hauptanliegen war die schwierige Situation der Hausfrauen in der Nachkriegszeit zu begleiten und zu verbessern. Zudem engagierte sie sich im ständigen Eingabenausschuss.
Zur ersten freien Wahl nach dem Krieg im Oktober 1946 war sie nicht aufgestellt.
Für Elsa Jacobs steht im Garten der Frauen auf dem Ohlsdorfer Friedhof ein Erinnerungsstein.